# Franz Osterroth
Franz Osterroth (* 8. März 1900 in Eisenberg (Pfalz); † 1. August 1986 in Lübeck) war ein sozialdemokratischer Widerstandskämpfer, Politiker und Autor. Im Exil lebte und schrieb er unter dem Pseudonym Jörg Willenbacher.

## Jugend und frühe Jahre
Franz Osterroth – Sohn des Bergarbeiters, Partei- und Gewerkschaftsfunktionärs Nikolaus Osterroth – trat im Alter von vierzehn Jahren der Sozialistischen Arbeiter-Jugend und dem Deutschen Metallarbeiter-Verband bei. Mit siebzehn Jahren wurde er Mitglied der SPD.
1918 wurde Franz Osterroth noch als Soldat zum Ersten Weltkrieg eingezogen. In den Jahren 1919–1924 arbeitete er in Bochum als Jugendsekretär und Redakteur der Jugendzeitung des Bergarbeiterverbandes. Osterroth gehörte zu den Gründern des Hofgeismarer Kreises. Bis 1926 redigierte er deren Politische Rundbriefe. Im Anschluss an den Besuch der Hochschule für Politik in Berlin wurde Osterroth Berufsberater beim Arbeitsamt in Hamburg.

## Tätigkeiten für die SPD in Magdeburg
1928 wurde er von Karl Höltermann in die Redaktion der Zeitung Das Reichsbanner in Magdeburg berufen. Bis 1933 war er dort in der SPD und in der Jugendarbeit tätig. Unter anderem leitete er das Kabarett Rote Spielschar und gründete die Techniktruppe Rote Pioniere für die Wahlkampfagitation. Gleichzeitig war Osterroth Mitglied des SPD-Vorstandes Magdeburg und Bundesjugendleiter des Reichsbanners (1931/32). 1933 versammelte er eine illegale Jungsozialistengruppe um sich, verfasste und verbreitete die illegale Zeitschrift Junger Sozialismus.

## Exil in der Tschechoslowakei
Einer drohenden Verhaftung kam Osterroth zuvor und floh 1934 mit seiner Familie in die Tschechoslowakei. Zunächst im Grenzort Röhrsdorf (Svor), dann in Prag war er für den Exil-Vorstand der Sopade tätig. Von Prag aus blieb er in Verbindung zu illegalen Gruppen in Deutschland. Während dieser Zeit lebte und veröffentlichte er unter dem Pseudonym Jörg Willenbacher. In Röhrsdorf lebten Osterroth und seine Familie für einige Zeit mit der Emigrantenfamilie Keller in einem Haus. Gemeinsam mit Robert Keller war Franz Osterroth auch in die Auslandsarbeit des (Neuen) Roten Stoßtrupps involviert. Osterroth und Keller kannten sich bereits seit vielen Jahren aus der gemeinsamen politischen Arbeit. Sie unterhielten vorübergehend in Röhrsdorf einen Anlaufpunkt für Grenzgänger und Flüchtlinge aus dem Deutschen Reich. Über einige Monate konnten so Informationen und Material ausgetauscht werden. Keller und Osterroth schickten auch selbstverfasste Kettenbriefe in das damalige Sachsen und Anhalt. 1934 besuchte Franz Osterroth auf einer illegalen Deutschlandreise Vertreter des Roten Stoßtrupps in Berlin. Die illegale Reise führte ihn auch nach Hamburg, Goslar, Kassel, Leipzig, Dessau, Halle (wo er Walter Bauer besuchte) und nach Bochum und Dortmund. In Unterlagen taucht wiederholt der Name Jack Osterroth auf, der angeblich ein Bruder von Franz Osterroth gewesen sein soll. Es ist durchaus denkbar, dass es sich dabei um ein weiteres Pseudonym von Franz Osterroth handelt.

## Arbeit in Schweden
Im August 1938 floh Franz Osterroth mit der Familie nach Schweden. Nach einem Sprach- und Facharbeiterkurs arbeitete er als Zahnradfräser in Stockholm. Gleichzeitig war er in politischen und kulturellen Gruppierungen tätig, so hielt er Vorträge in der Arbeiter- und Erwachsenenbildung. Zusätzlich schrieb er für schwedische Zeitungen. Ab 1943 war er mit Arbeiten für ein Weißbuch der deutschen Opposition gegen die Hitlerdiktatur befasst. Es wurde 1946 vom Londoner Exil-Vorstand der SPD veröffentlicht.

## Rückkehr nach Deutschland
Im Sommer 1948 kehrte Osterroth nach Deutschland zurück. Bis 1963 war er als Parteisekretär der SPD in Kiel tätig und wirkte bis zu seinem Tode 1986 in zahlreichen kulturellen Ämtern.

## Nachlass
Sein Nachlass befindet sich im Archiv der Friedrich-Ebert-Stiftung in Bonn, im Fritz-Hüser-Institut für Literatur und Kultur der Arbeitswelt in Dortmund und im Stadtarchiv Kiel.

## Schriften (Auswahl)

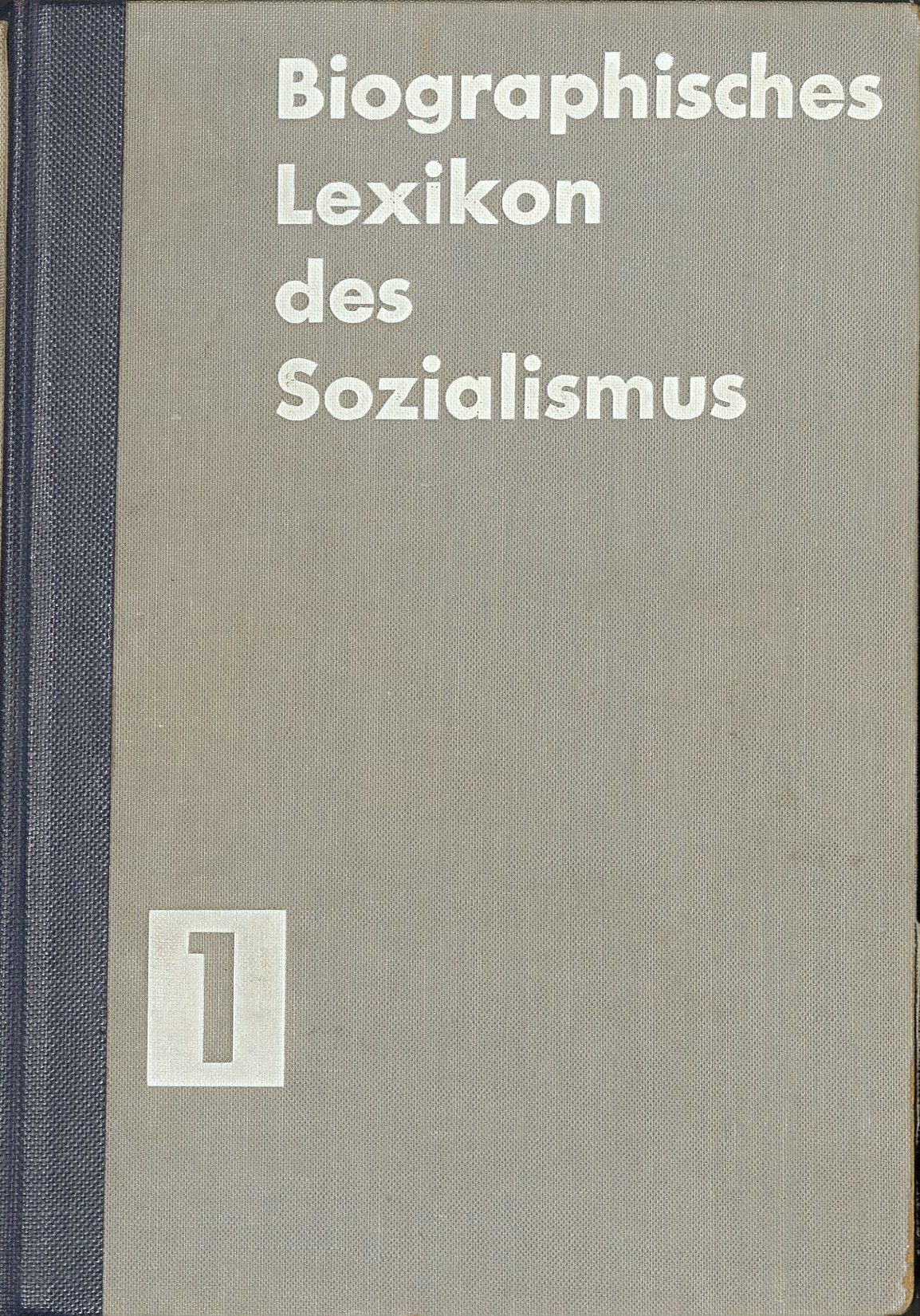
Biographisches Lexikon des Sozialismus, 1960

- Der deutsche Arbeiter und der Ruhreinfall, Berlin 1923
- Frühling im Waldreich, Berlin 1924
- Volk von morgen, Berlin 1925
- Unter Tag, Berlin 1927
- Am Marterpfahl der Sioux oder Ein Mädchenraub im wilden Westen, Berlin 1927
- Wenn wir marschieren…, Berlin 1930
- Deutsche Flüsterwitze – Das Dritte Reich unterm Brennglas. Karlsbad 1935[5]
- Singendes Volk, Karlsbad 1938
- Das Erbe der Arbeiterdichtung, 1952
- Mit Gesang wird gekämpft. Leitfaden durch die Geschichte des sozialistischen Liedes, 1953
- Biographisches Lexikon des Sozialismus / Bd. 1. Verstorbene Persönlichkeiten, Hannover 1960
- Chronik der deutschen Sozialdemokratie, Bonn 1963 (zusammen mit Dieter Schuster)
- 100 Jahre Sozialdemokratie in Schleswig-Holstein, Kiel 1963
- Der Hofgeismarkreis der Jungsozialisten, in: Archiv für Sozialgeschichte, Bd. 4, 1964
- Chronik der Lübecker Sozialdemokratie, 1866–1972, Lübeck 1973
- Chronik der deutschen Sozialdemokratie, Band I. Bis zum Ende des Ersten Weltkrieges, Berlin 1975 (zusammen mit Dieter Schuster)
- Chronik der deutschen Sozialdemokratie, Band II. Vom Beginn der Weimarer Republik bis zum Ende des Zweiten Weltkriege, Berlin 1975 (zusammen mit Dieter Schuster)
- Chronik der deutschen Sozialdemokratie, Band III. Nach dem Zweiten Weltkrieg, Berlin 1975 (zusammen mit Dieter Schuster)
- Die Zeit als Jugendsekretär des Bergarbeiterverbandes in Bochum 1919–1924, Bochum 1983